# Catalana del Prat

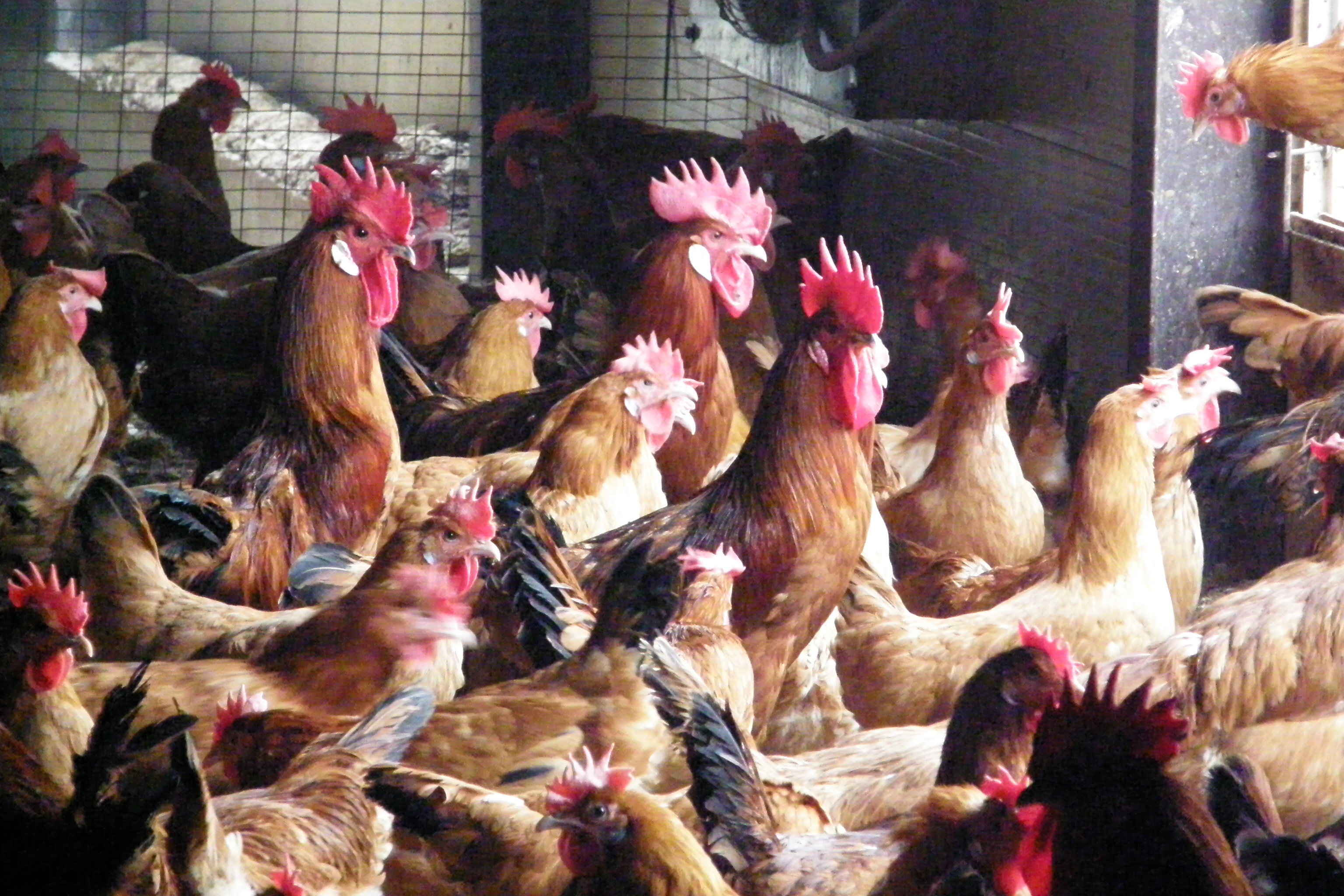
Granja de galls i gallines Pota Blava al Prat

Catalana del Prat é uma raça de galinhas originaria da Espanha da região da Catalunha que foi constituída através da mestiçagem de galinha autóctones com galinhas asiáticas como a Cochim.